# Mary Qayuaryuk
Mary Qayuaryuk (25 de abril de 1908 - 7 de junho de 1982), também conhecida como Kudjuakjuk, foi uma gravadora e parteira Inuit. Ela estabeleceu-se em Cape Dorset em 1966, depois de viver da terra. Ela foi a primeira mulher eleita para o Conselho da Comunidade de Cape Dorset e, entre 1966 e 1982, trabalhou com a West Baffin Eskimo Co-operative. Ela era casada com Kopapik "A" e três das suas filhas também se tornaram artistas, Qaunaq Mikkigak, Sheokjuke Toonoo e Laisa Qayuaryuk.
O seu trabalho era focado em animais, corujas e outros pássaros em particular. O seu trabalho está incluído nas colecções da Galeria Nacional do Canadá, e do Museu de Arte de Portland. Ela teve exposições na The Innuit Gallery of Eskimo Art, Winnipeg Art Gallery, Inuit Gallery of Vancouver, Arctic Artistry, Feheley Fine Arts e o Frye Art Museum, entre outros.
A sua neta, Ovilu Tunnillie (1949–2014) também foi uma artista inuíte.